# Curtis Brown
Curtis Lee "Curt" Brown, Jr. (11 de marzo de 1956) es un exastronauta de la NASA y coronel retirado de la de la Fuerza Aérea de Estados Unidos.
El coronel Brown se graduó de la East Bladen High School de Elizabethtown, Carolina del Norte en 1974 y recibió una licenciatura en ciencias en ingeniería eléctrica de la Academia de la Fuerza Aérea de los Estados Unidos en 1978.
Es miembro de la Asociación de la Fuerza Aérea de los Estados Unidos, la Asociación de Graduados de la Fuerza Aérea de Estados Unidos, la Asociación de Aviones Experimentales y el Clásico Jet Aircraft Association.